# Чумаков Олександр Петрович
Олександр Петрович Чумаков (біл. Аляксандр Пятровіч Чумакоў; нар. 26 листопада 1941) — Міністр оборони Республіки Білорусь (1997—2001).

## Біографія
Народився 26 листопада 1941 року в Ростовській області.
Закінчив Одеське Червонопрапорне вище загальновійськове командне училище і Військову академію імені Фрунзе, Військову академію Генштабу. Командував 120-ю гвардійською мотострілецькою дивізією та 5-м окремим армійським корпусом у Білорусі, 20-ю гвардійської загальновійськовою армією в Групі радянських військ у Німеччині, служив начальником штабу — першим заступником командувача військами Червонопрапорного Білоруського військового округу.
Із 1991 по 1995 рік проходив службу в Корейській Народно-Демократичній Республіці, у Придністровському регіоні Республіки Молдова. Із грудня 1995 по жовтень 1996 року — начальник Головного штабу Збройних Сил — перший заступник Міністра оборони Республіки Білорусь.
Із жовтня 1996 по січень 1997 року — виконуючий обов'язки, а з січня 1997 по квітень 2001 року — Міністр оборони Республіки Білорусь.
За зразкове виконання військового обов'язку, підтримання високої бойової готовності військ, забезпечення обороноздатності Республіки Білорусь відзначений двома подяками Президента Республіки Білорусь.
У період служби в Збройних Силах СРСР і Республіки Білорусь нагороджений орденами «За службу Батьківщині» І ступеня, «Червоної Зірки», «За службу Батьківщині в Збройних Силах СРСР» ІІ і ІІІ ступенів і 33 медалями.